# Стефан Струмски
Стефан Захариев Струмски е български лекар от епохата на Възраждането.

## Биография
Роден е в Цариград син е на д-р Захари Струмски. Учи в Галата-Сарайското висше медицинско училище (1867). След смъртта на баща си (1869), преследван от гърците, заминава за Париж, където продължава образованието си. През време на Парижката комуна застава на страната на комунарите. Убит e, сражавайки се на парижките барикади срещу войските на Тиер.